# 梦醒美国
《夢醒美國》（英語：American Life），是美國女歌手瑪丹娜第9張錄音室專輯，於2003年4月21日由Maverick Records發行。《夢醒美國》空降告示牌專輯榜冠軍，成為瑪丹娜第2張空降冠軍的專輯，這也是她第5張美國冠軍專輯。本專輯亦收錄了第20集007電影《誰與爭鋒》（Die Another Day）的同名主題曲。

## 專輯 & 單曲

### 專輯簡介
《梦醒美国》由瑪丹娜和上一張专辑《音樂聖堂》（英語：Music）就有合作的米尔维斯·阿马黛共同制作，別于瑪丹娜之前所有的流行专辑，这是一张纯粹的民俗风格专辑，并包含了一些摇滚和电子音樂，许多曲目亦受到了原音乐的影响。《梦醒美国》被认为是一张概念專輯，内容均是对美国梦和唯物主义的思考，描述了美国文化的各个方面。

### 商業成績
乐评对于《梦醒美国》的評價毀譽參半，音樂權威滾石雜誌僅給予这张专辑三顆星評價。《梦醒美国》在全球14个国家获得了冠军，其中包括英、美兩地。专辑在美国和英国分别获得了100万份和30万份的销量，美国唱片业协会（RIAA）和英国唱片业协会（BPI）均将其认证为白金唱片。《梦醒美国》成为2003年畅销专辑的第32名，迄今在全球一共售出500万张。
- 专辑首支同名单曲〈夢醒美國〉在发行后恶评如潮，它在單曲榜僅獲得第37名，雖然在英國空降單曲榜亞軍，但Blender雜誌将其列为史上最差歌曲第9名。歌曲的音樂影片在战争的背景之下，内容含有暴力成分，而不得不再发布影片的另一个剪辑版本。
- 第二支单曲〈好萊塢〉的成績更糟糕，連單曲榜都進不了，成為瑪丹娜出道20年來首次無法入榜的單曲。
- 〈誰與爭鋒〉在2002年底就已經發行單曲，並於單曲榜獲得第8名的成績，它是電影007系列第20集《誰與爭鋒》的主題曲，瑪丹娜本人亦在該片中客串演出。

《夢醒美國》雖然創下瑪丹娜歌唱生涯的新低紀錄，但卻是她擁有最多首冠軍舞曲的專輯，相較於多數單曲進不了流行榜的情況下，在舞曲榜（Hot Dance Club Songs）的成績可謂是揚眉吐氣。專輯一共有七首單曲打進該榜，其中有五首單曲登上冠軍，另外兩首亦獲得前十名，獲得冠軍的依序是〈誰與爭鋒〉、〈夢醒美國〉、〈好萊塢〉、〈不再失去〉和〈滿滿愛意〉，其它是獲得第4名的〈沒人懂我〉和第9名的〈母親父親〉。其中單曲〈滿滿愛意〉的音樂影片請來了導演盧·貝松執導，它也成了雅詩蘭黛化妝品的廣告歌曲。
《夢醒美國》在英國榜成績較佳，專輯獲得1週冠軍，它在榜內共停留20週，更進入2003年英國年終專輯榜，位居第52名。〈誰與爭鋒〉、〈夢醒美國〉、〈好萊塢〉和〈滿滿愛意〉在英國單曲榜上分別獲得第3名、第2名、第2名和第11名的成績。

## 重要紀事
在2003年MTV音乐录像带大奖中，MTV台為了向瑪丹娜致敬，特地安排布兰妮·斯皮尔斯、克里斯蒂娜·阿奎莱拉及蜜西·艾莉特與她同台表演歌曲〈宛如处女〉和〈好萊塢〉組曲，在表演中瑪丹娜還亲吻了布兰妮和克莉絲汀，引起了不小的轰动。
2004年4月和5月，瑪丹娜为《梦醒美国》作了一个小型的专辑宣传演出。

## 曲目列表
| 曲序 | 曲目                       | 词曲                                   | 制作人                                              | 时长 |
| ---- | -------------------------- | -------------------------------------- | --------------------------------------------------- | ---- |
| 1.   | 梦醒美国 American Life     | 麦当娜、米尔维斯·阿马黛                | 麦当娜、阿马黛                                      | 4:58 |
| 2.   | 好莱坞 Hollywood           | 麦当娜、阿马黛                         | 麦当娜、阿马黛                                      | 4:24 |
| 3.   | 愚蠢至極 I'm So Stupid     | 麦当娜、阿马黛                         | 麦当娜、阿马黛 （Mark "Spike" Stent参与了额外制作） | 4:09 |
| 4.   | 滿滿愛意 Love Profusion    | 麦当娜、阿马黛                         | 麦当娜、阿马黛                                      | 3:38 |
| 5.   | 沒人懂我 Nobody Knows Me   | 麦当娜、阿马黛                         | 麦当娜、阿马黛                                      | 4:39 |
| 6.   | 不再失去 Nothing Fails     | 麦当娜、蓋伊·西格斯沃思、Jem Griffiths | 麦当娜、阿马黛 （Stent参与了额外制作）              | 4:49 |
| 7.   | 插曲 Intervention          | 麦当娜、阿马黛                         | 麦当娜、阿马黛                                      | 4:54 |
| 8.   | 靜止 X-Static Process      | 麦当娜、Stuart Price                   | 麦当娜、阿马黛                                      | 3:50 |
| 9.   | 母親父親 Mother and Father | 麦当娜、阿马黛                         | 麦当娜、阿马黛                                      | 4:33 |
| 10.  | 誰與爭鋒 Die Another Day   | 麦当娜、阿马黛                         | 麦当娜、阿马黛                                      | 4:38 |
| 11.  | 安逸過活 Easy Ride         | 麦当娜、Monte Pittman                  | 麦当娜、阿马黛                                      | 5:05 |

## 发行历史
| 地区   | 日期          | 形式     | 厂牌     |
| ------ | ------------- | -------- | -------- |
| 美国   | 2003年4月21日 | 数字下载 | 華納兄弟 |
| 英国   | 2003年4月21日 | 数字下载 | 華納兄弟 |
| 加拿大 | 2003年4月22日 | CD       | 華納兄弟 |

## 單曲排行成績
| 年份 | 歌曲     | 美國單曲榜 | 美國舞曲榜 | 英國單曲榜 |
| ---- | -------- | ---------- | ---------- | ---------- |
| 2002 | 誰與爭鋒 | 8          | 1 (2週)    | 3          |
| 2003 | 夢醒美國 | 37         | 1          | 2          |
| -    | 好萊塢   | -          | 1          | 2          |
| -    | 不再失去 | -          | 1          | -          |
| 2004 | 滿滿愛意 | -          | 1          | 11         |